# Czepiec (przeżuwacze)
Czepiec (łac. reticulum) – druga po żwaczu część żołądka (drugi przedżołądek) przeżuwaczy, połączony ze żwaczem i księgami. U bydła domowego jest połączony ze żwaczem ujściem żwaczowo-czepcowym (ostium ruminoreticulare), a z księgami ujściem czepcowo-księgowym. Jego błona śluzowa tworzy wysokie fałdy układające się w sieć.